# Карамзин, Александр Николаевич (1850)
Алекса́ндр Никола́евич Карамзи́н (1850—1927) — бугурусланский уездный предводитель дворянства в 1896—1905 гг., член Государственного совета по выборам. Исследователь климата и фауны Бугурусланского уезда.

## Биография
Православный. Из старинного дворянского рода. Сын самарского уездного предводителя дворянства Николая Александровича Карамзина (1811—1864). Внучатый племянник известного историка Н. М. Карамзина. Землевладелец Бугурусланского уезда Самарской губернии (5229 десятин на 1907 год).
Окончил Нижегородскую гимназию и Горный институт со званием горного инженера 1-го разряда (1874). По окончании института служил в управлении горного и соляного промысла Области войска Донского, а с 1875 года — смотрителем цехов на Воткинском железоделательном заводе.
В 1881 году вышел в отставку, после чего поселился в своем родовом имении Полибине Бугурусланского уезда. Занимался сельским хозяйством и увеличил свои земельные владения вдвое, купив два имения. Производил большие посевы пшеницы, занимался скотоводством. В своем имении ввел травосеяние, и вскоре его примеру последовали не только крупные землевладельцы, но и местные крестьяне. Кроме того, в своих степях развел до 50 десятин хвойного и лиственного леса, а также выделил участок в 600 десятин для создания первого в России частного степного заповедника. Имение Карамзина считалось образцовым в хозяйственном отношении. Его посещали многие известные ученые, среди которых: статистик А. Ф. Фортунатов, метеоролог А. И. Воейков, агроном Д. Н. Прянишников и ботаник В. М. Арнольди. Сюда же приезжали практиканты из средних и высших сельскохозяйственных учебных заведений.
Занимался общественной деятельностью. Избирался гласным Бугурусланского уездного (1876—1907) и Самарского губернского (1882—1907) земских собраний, а также почетным мировым судьей Бугурусланского уезда. В 1889—1892 годах был председателем уездной земской управы, усиленно работая во время неурожая 1891 года и эпидемии холеры 1892 года. В 1896 году был избран Бугурусланским уездным предводителем дворянства, в каковой должности пробыл три трехлетия. Дослужился до чина статского советника (1909), из наград имел ордена св. Анны 2-й степени (1897) и св. Владимира 4-й степени (1903), а также медали в память коронации 1896 года и за труды по переписи населения 1897 года.
Был метеорологом-любителем. В 1882 году устроил в Полибине метеорологическую станцию, непрерывно действовавшую до 1918 года. Содействовал устройству метеорологических станций по всему уезду. Помещал мелкие статьи и заметки в журнале «Метеорологический вестник». Также занимался исследованием местной фауны птиц, собрал большую коллекцию, описанную в статье «Птицы Бугурусланского и сопредельных с ним частей Бугульминского, Бузулукского уездов Самарской губернии и Белебейского уезда Уфимской губернии». Коллекция же была отправлена им в дар Императорской Академии наук. Состоял действительным членом Московского общества естествоиспытателей и Русского географического общества, корреспондентом Николаевской главной физической обсерватории и департамента земледелия, а также членом хлопкового комитета. Организовал краеведческий музей в Бугуруслане и стал одним из инициаторов создания музея-усадьбы С. Т. Аксакова в селе Аксакове. В начале 1900-х годов приобрел имение «Кара-чала» Джеватского уезда Бакинской губернии, располагавшееся на берегу реки Куры, где изучал условия зимовья птиц на разливах Аракса и Каспийского моря, и занимался хлопководством в Муганской степи.
9 марта 1907 года был избран членом Государственного совета от Самарского губернского земского собрания на место Н. А. Шишкова. Входил в правую группу. Состоял действительным членом Русского собрания, в 1909 году входил в Совет РС. По окончании срока полномочий члена Госсовета летом 1909 года отказался от вторичной баллотировки, несмотря на просьбы гласных губернского земства, и вернулся в своё самарское имение. Состоял почетным мировым судьей по Бугурусланскому уезду.
После Октябрьской революции в эмиграции в Китае. Скончался в 1927 году в Харбине. Похоронен на кладбище в Модягоу.

## Семья
С 1875 года был женат на Екатерине Васильевне Хотяинцевой (1855—1927), дочери арзамасского уездного предводителя дворянства В. А. Хотяинцева. Их дети:
- Николай (1879—1925, Самара), бугурусланский уездный предводитель дворянства в 1908—1917 годах. Был женат на Ольге Александровне Чемодуровой, дочери А. А. Чемодурова.
- Сергей (р. 1883), управляющий имением. В эмиграции в Харбине, служащий Красного Креста.
- Василий (1885—1941), штабс-ротмистр 5-го гусарского полка, участник Белого движения. В эмиграции в Эстонии. Расстрелян в 1941 году.
- Александр (1893—1971), штабс-ротмистр 5-го гусарского полка, участник Белого движения. В эмиграции в Харбине, затем в США. Художник, иконописец.
- Татьяна (р. 1887), с родителями в эмиграции в Харбине. В 1958 году вернулась в Москву.
- София (1889—1905, Москва), была похоронена в Полибине.

## Сочинения
- О температуре воздуха в селе Полибине. — Санкт-Петербург, 1894.
- Сравнение температур Полибина и Ключевского хутора. — Санкт-Петербург, 1897.
- Птицы Бугурусланского и сопредельных с ним частей Бугульминского, Бузулукского уездов Самарской губернии и Белебейского уезда Уфимской губернии // Материалы к познанию фауны и флоры Российской империи. — Москва, 1901.
- Что нужно русским полям? О мерах к поднятию благосостояния помещиков и крестьян. — Санкт-Петербург, 1904.
- Климат Бугурусланского уезда, Самарской губернии. — Самара, 1912.
- Лесоразведение в с. Полибине, Бугурусланского уезда, Самарской губернии. — Санкт-Петербург, 1913.